# Lee Moo-saeng
Lee Moo-saeng (en hangul, 이무생) es un actor surcoreano.

## Biografía
Estudió en la Universidad Sejong.
Desde el 2011 está casado con una mujer que no forma parte del entretenimiento, la pareja tiene un hijo (2013) y una hija (2015).

## Carrera
Es miembro de la agencia Alien Company. Previamente formó parte de la agencia Story J Company (스토리제이컴퍼니).
El 27 de enero de 2016 interpretó a un agente del servicio nacional de inteligente en la película SORI: Voice from the Heart.
En 2017 apareció en Prison Playbook, donde dio vida a Kang Min-koo, el abogado del recluso Yoo Jeong-woo (Jung Hae-in).
En 2018 apareció en la serie The Miracle We Met, donde interpretó al jefe adjunto de departamento de "Shinhwa Bank", Kim Chung-man.
En enero de 2019 se unió al elenco recurrente de la serie The Crowned Clown, donde dio vida al Príncipe Jin-pyung, un comandante y el hermano de la Reina Viuda Inmok (Jang Young-nam).En mayo del mismo año se unió al elenco recurrente de la serie One Spring Night, donde interpretó a Nam Si-hoon, un dentista y el esposo de la locutora Lee Seo-in (Im Sung-eon).
En julio del mismo año se unió al elenco recurrente de la serie Designated Survivor: 60 Days, donde dio vida a Kim Nam-wook, el administrador de la oficina presidencial que posteriormente se convierte en el secretario de prensa interino.Ese mismo año interpretó a Jo Ki-beom, el asistente de Hwang Kap-soo (Seo Hyun-chul) en la serie Melting Me Softly.
El 27 de marzo de 2020 se unió al elenco de la serie The World of the Married, donde dio vida al doctor Kim Yoon-gi, un especialista en neuropsiquiatría y amigo de Ji Sun-woo (Kim Hee-ae), hasta el final de la serie el 16 de mayo del mismo año.
En 2021 se unió al elenco recurrente de la serie Mar de la tranquilidad, (también conocida como "The Sea of Silence") donde interpretó a Gong Soo-hyuk.
El 16 de febrero de 2022 se unió al elenco de la serie Treinta y nueve (también conocida como "39") donde dio vida a Kim Ji-seok, el tranquilo y cariñoso CEO de "Camp Entertainment".El 22 de marzo del mismo año, se anunció que se había unido al elenco de la serie Cleaning Up donde interpretará al misterioso Lee Young-shin, un informante para un bufete de abogados considerado el hombre ideal entre las mujeres.

## Filmografía

### Series de televisión
| Año     | Título                       | Personaje               | Notas                | Ref.          |
| ------- | ---------------------------- | ----------------------- | -------------------- | ------------- |
| 2006    | Seoul 1945                   | -                       |                      |               |
| 2007    | Behind the White Tower       | Kwon Hyung-jin          |                      |               |
| 2009    | Wife Returns                 | Director Lee            |                      |               |
| 2011    | Special Affairs Team TEN     | Ji Jin-hyeok            |                      |               |
| 2013    | Special Affairs Team TEN 2   | Ji Jin-hyeok            | 2 episodios          |               |
| 2013    | Cruel City                   | Det. Kim Do-hoon        |                      |               |
| 2014    | Mother's Choice              | Detective Moon          |                      |               |
| 2014    | Secret Affair                | Jefe Lim                |                      |               |
| 2014    | A Witch's Love               | Detective Lee           | 2 episodios          |               |
| 2015    | Ace                          | Programador             |                      |               |
| 2015    | My Beautiful Bride           | Abogado de Kim Do-hyung |                      |               |
| 2016    | Pied Piper                   | Fiscal                  | Ep. 6                |               |
| 2017    | Irish Uppercut               | Do Tae-min              | 8 episodios          |               |
| 2017    | The Idolmaster KR            | Jefe Yang               |                      |               |
| 2017    | Prison Playbook              | Kang Min-koo            |                      |               |
| 2018    | The Miracle We Met           | Kim Chung-man           |                      |               |
| 2018    | With Coffee                  | Líder del Equipo        |                      |               |
| 2019    | The Crowned Clown            | Príncipe Jin-pyung      |                      |               |
| 2019    | One Spring Night             | Nam Shi-hoon            |                      |               |
| 2019    | Designated Survivor: 60 Days | Kim Nam-wook            |                      |               |
| 2019    | Melting Me Softly            | Jo Ki-beom              |                      |               |
| 2019    | Chocolate                    | Prof. Jung Se-yun       | 3 episodios          |               |
| 2020    | The World of the Married     | Dr. Kim Yoon-gi         | 16 episodios         |               |
| 2021    | Mar de la tranquilidad       | Gong Soo-hyuk           |                      |               |
| 2022    | Treinta y nueve              | Kim Ji-seok             | 12 episodios         | [ 18 ]        |
| 2022    | Cleaning Up                  | Lee Young-shin          |                      |               |
| 2022-23 | La gloria                    | Kang Yeong-cheon        | Serie web            |               |
| 2023-24 | Maestra: Strings of Truth    | Yoo Jung-jae            |                      | [ 19 ] [ 20 ] |
| 2024    | Hide                         | Cha Sung-jae            |                      | [ 21 ] [ 22 ] |
| 2024    | Blood Free                   | On San                  | Serie web            | [ 23 ] [ 24 ] |
| 2024    | El monstruo de la vieja Seúl | Capitán Kuroko          | Serie web, 2.ª temp. | [ 25 ]        |

### Películas
| Año  | Título                           | Cadena                  | Notas                                                                                       | Ref.                 |
| ---- | -------------------------------- | ----------------------- | ------------------------------------------------------------------------------------------- | -------------------- |
| 2006 | See You After School             | Joon-tae                | Junto a Bong Tae-gyu, Jin Tae-hyun, Jung Yoon-jo, Ha Seok-jin, Jo Dal-hwan y Park Chul-min  |                      |
| 2007 | Our Town                         | Jeong Myeong-bo         | Junto a Oh Man-seok, Lee Sun-kyun, Ryu Deok-hwan, Park Myung-shin y Jeong Hye-won           |                      |
| 2009 | Running Turtle                   | Detective Lee           | Junto a Kim Yoon-seok, Jung Kyung-ho, Sunwoo Sun y Shin Jung-geun                           |                      |
| 2009 | The Sword with No Name           | Subordinado de Noe-jeon | Junto a Choi Jae-woong, Jo Seung-woo, Chun Ho-jin, Kim Young-min, Park Min-hee y Go Soo-hee |                      |
| 2010 | A Long Visit                     | Joon-soo                |                                                                                             |                      |
| 2010 | Troubleshooter                   | Detective Interrogando  |                                                                                             |                      |
| 2011 | Homicide Sonata                  | -                       |                                                                                             |                      |
| 2012 | Sex, Lies and Videotape          | Kyung-tae               |                                                                                             |                      |
| 2012 | Bloody Fight in Iron-Rock Valley | Chul-ki                 |                                                                                             |                      |
| 2012 | Plump Revolution                 | Min-ho                  |                                                                                             |                      |
| 2013 | Eating, Talking, Faucking        | Violador                |                                                                                             |                      |
| 2013 | Old Men Never Die                | Joon-soo                |                                                                                             |                      |
| 2014 | The Suffered                     | Detective Lee           |                                                                                             |                      |
| 2015 | Hot Service: A Cruel Hairdresser | Ji Yang-bae             | Junto a Lee Sa-bi, Jo Kyung-hoon y Jo Ha-seok                                               |                      |
| 2016 | SORI: Voice from the Heart       | Agente de Inteligencia  |                                                                                             |                      |
| 2017 | Fabricated City                  | Fiscal                  |                                                                                             |                      |
| 2018 | FengShui                         | Experto en Feng Shui    |                                                                                             |                      |
| 2019 | Money                            | Gerente del Funeral     |                                                                                             |                      |
| 2020 | Unalterable                      | Cha Joon-young          | Junto a Chun Jung-myung, Lee Si-a, Lee Ha-yool y Kwak Hee-sung                              |                      |
| 2023 | Noryang: Sea of Death            | Konishi Yukinaga        | Junto a Kim Yoon-seok, Baek Yoon-sik, Jung Jae-young y Heo Joon-ho                          | [ 26 ]               |
| 2024 | Citizen of a Kind                | Oh Myung-hwan           | Junto a Ra Mi-ran, Gong Myung, Park Byung-eun, Ahn Eun-jin, Jin Hee-kyung y Sung Hyuk       | [ 27 ] [ 28 ] [ 29 ] |
| 2024 | The Plot                         | Lee Chi-hyeon           | Junto a Gang Dong-won y Lee Moo-saeng                                                       | [ 30 ]               |

### Programas de variedades
| Año  | Título                                            | Notas                             |
| ---- | ------------------------------------------------- | --------------------------------- |
| 2020 | My Little Old Boy (Mom's Diary: My Ugly Duckling) | (ep. #194) - presentador especial |

### Programas de radio
| Año        | Título          | Canal       | Notas    |
| ---------- | --------------- | ----------- | -------- |
| 2019, 2020 | 사랑하기 좋은날 | KBS Cool FM | invitado |

### Teatro
| Año  | Título                | Personaje | Notas |
| ---- | --------------------- | --------- | ----- |
| 2009 | 햄릿 Q1               | -         |       |
| 2011 | 고골을 만나다 외 다수 | -         |       |
| 2014 | 나우, 고골            | -         |       |
| 2017 | 세일즈맨의 죽음       | -         |       |